# Ballebjerg
Ballebjerg är en kulle på Samsø i Danmark.   Den ligger i Region Mittjylland, i den centrala delen av landet, 130 km väster om Köpenhamn. Toppen på Ballebjerg är 64 meter över havet..
Det är den högsta punkten på Samsø.